# Henrik V. Ringsted
Henrik Vibe Ringsted (19. oktober 1907 i København – 4. november 1983 smst) var en dansk journalist og forfatter. Han blev student fra Østre Borgerdydskole i 1925.
Han fik sin debut som forfatter i 1945 med Omkring Tysklands Fald og skrev også om Nürnbergprocessen i Maskerne falder i Nürnberg sammen med kollegaen Helge Knudsen.
Det var Henrik V. Ringsted, der efter Nazi-Tysklands fald i 1945 fandt H.W. Bissens bronzemonument Istedløven (oprindelig mindesmærke i Flensborg over danske soldater, som faldt i slaget på Isted Hede i 1850) i Berlin. Han var i Berlin som krigskorrespondent for dagbladet Politiken. Ringsted kontaktede De Allieredes overkommando ved general Dwight D. Eisenhower for at få løven til Danmark. Dette gav resultat, og monumentet stod, siden 1945, ved Tøjhusmuseet på Slotsholmen i København. Istedløvens transport til dens oprindelige plads tilbage i Flensborg, blev gennemført september 2011.
Om sit flerårige ophold i London skriver han morsomt i En have i London (1949; ofte optrykt). Ligeledes om sin barndom på Østerbro i Lille dreng med trillebaand (1958). 
Blev i 1945 den første modtager af Cavlingprisen.
Han er også kendt for sin novellesamling Klokkebøjen fra 1959. Sin tid som journalist har han beskrevet i Erindringer i 3 bind (1978-80).